# Albert Sachs (Mediziner)

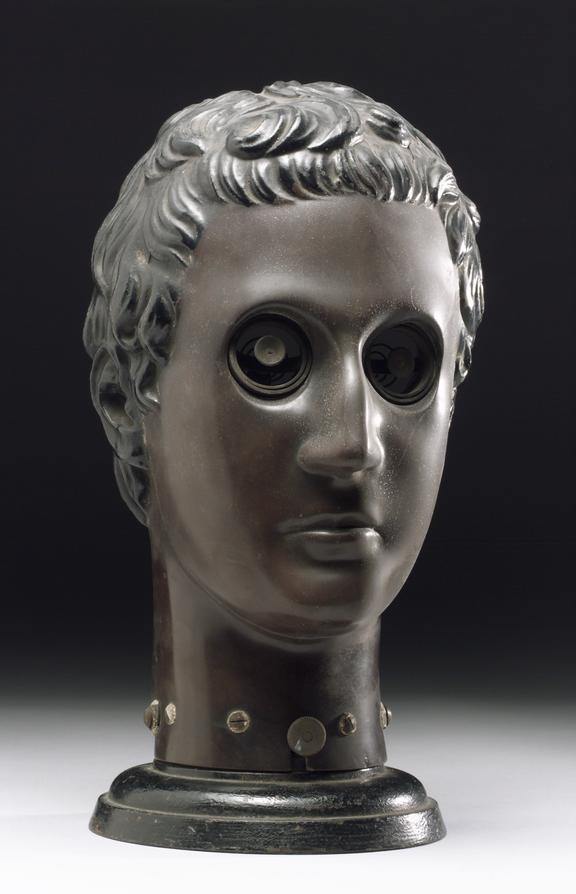
Vorderseite eines Ophthalmophantoms im Science Museum in London, Erfinder Albert Sachs 1827

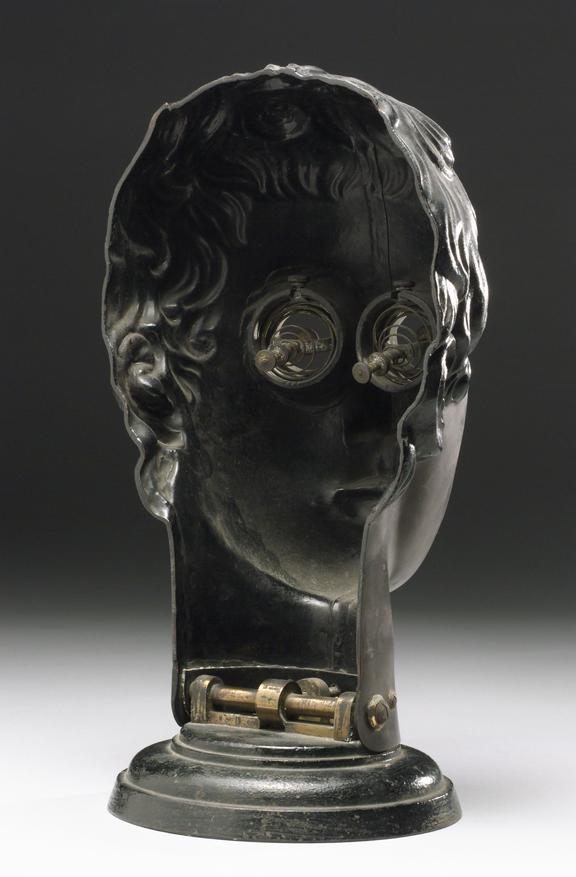
Rückseite eines Ophthalmophantom im Science Museum in London, Erfinder Albert Sachs 1827

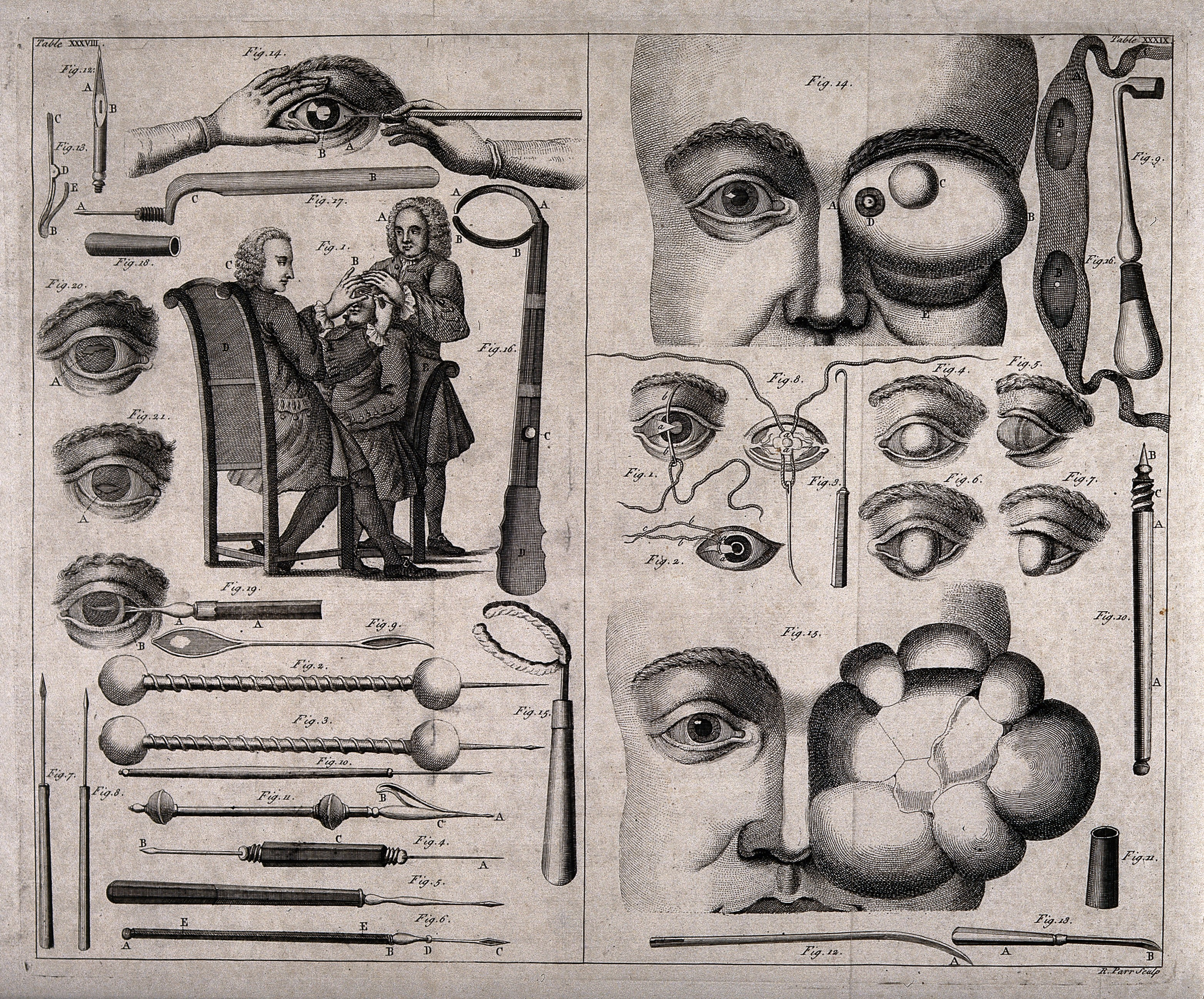
Ein Doppelblatt mit verschiedenen ophthalmologischen Instrumenten, Augenwachstum, einer Kataraktoperation (Grauer Star) und anderen Augendefekten. Linienstich von R. Parr, 1743–45.

Albert Sachs (* 29. August 1803 in Berlin; † 11. November 1835 ebenda) war ein deutscher Arzt, Doktor der Medizin und Chirurgie, Praktischer Arzt und Operateur in Berlin, Publizist, Privatlehrer für Augenchirurgie und Augenoperateur.

## Leben
Albert Sachs wurde am 29. August 1803 als Sohn von Regierungsbauinspektor Salomo Sachs und seiner Ehefrau Henriette geboren.
Durch seinen Vater bekam er im Hausunterricht und zusätzlichen Privatlehrern, eine hervorragende philologische und mathematische Ausbildung.
Seine musikalischen Fähigkeiten und Talent wurden so befördert, dass er als Pianist, Violinist und Kenner der Komposition in den musikalischen Kreisen Berlins Anerkennung erlangte.

## Schaffen
Albert besuchte das Gymnasium in Marienwerder und begann im Herbst 1820 sein Heilkundestudium an der Humboldt-Universität zu Berlin. Am 22. Dezember 1825 promovierte er zum Doktor der Medizin und Chirurgie. Im August 1826, nach Studium in der klinischen Anstalt von Karl von Graefe, bekam er seine Approbation als praktischer Arzt und Operateur und praktizierte in Berlin. Er war Mitglied der Hufelandschen medizinisch chirurgischen Gesellschaft.
Als Jude blieb ihm zu damaliger Zeit eine Bewerbung auf eine akademische Dozentenwürde verwehrt. Mit einer amtlichen Genehmigung der Potsdamer Regierung durfte er nur als Privatlehrer in Familien und Pensionaten unterrichten und bildete in diesem Rahmen, junge Ärzte in der Augenoperationskunst aus. Dafür entwarf und beschrieb Albert sein neues Ophthalmophantom, mit dem man Augenoperationen simulieren und erlernen konnte, veröffentlicht in der Oktoberausgabe 1827 des Hufelands Journal der praktischen Heilkunde. Im Journal der Chirurgie und Augenheilkunde, der Herausgeber Karl von Graefe und Philipp Franz von Walther Band 9, beschrieb er ein Krankenhausbett nach seinen Ideen. Er erarbeitete Vorschläge für die Verbesserung von Augenoperationswerkzeugen.
!832 erschien sein Werk Freimütige Beleuchtung des Benehmens der Berliner verordneten Contagionisten, nach der Veröffentlichung zog der Inhalt eine polizeiliche Ermittlung nach sich. Im weiteren Verlauf der Sachermittlungen wurde er freigesprochen. Mit Hilfe und Unterstützung seiner ärztlichen Kollegen der Medizinisch chirurgischen Gesellschaft, hatte sich Sachs als Sprecher der Anticontagonisten, in Bezug auf die Cholera, etabliert und berichtete in 92 Tagesausgaben sachlich und umfassend über die Cholerafälle und die unnützen Maßnahmen der Regierung zur Eindämmung der Krankheit. Was ihm automatisch Kritik und Missfallen der Regierungsvertreter, in Gestalt älterer erfahrener Arzte die die Theorie der Ansteckung und Absperrungsmaßnahmen vertraten, einbrachte. Zu seinen scharfen Kritikern aus dem Lager der Contagonisten gehörten Johann Nepomuk Rust, Ernst Horn und Gottfried Wilhelm Eck.
Albert Sachs verstarb mit 32 Jahren, am 11. November 1835, an Tuberkulose.

## Schriften
- De aquae communis applicatione externa. Dissertation. 1825[8]
- Gründliche Darstellung der äußern Heilmittel in therapeutischem Bezüge. 1827.
- Publikation über sein „elastisches Ligaturwerkzeug“ und „birnförmiges Brenneisen“. In: Horns Archiv für medicinische Erfahrungen. 1829.[9]
- Publikation über ein neues Chinapräparat „Chinabier“. In: Hufelands Journal. 1830.
- Zulässigkeit der chirurgischen Operationen in zweifelhaften Fällen. 1830.
- Übersetzung des Werkes Larrey’s Clinique chirurgieale von Dominique Jean Larrey aus dem Französischen. Mit eigenen Anmerkungen. 1830.
- Tagebuch über das Verhältnis der bösartigen Cholera in Berlin. Mit mehreren Ausgaben und Aufsätzen. 1831.
- Betrachtung über die unter dem 31sten Januar 1832 erlassene Instruction, durch welche das in Betreff der asiatischen Cholera im Preussischen Staate zu beachtende Verfahren festgesetzt wird. 1832.
- Aderkropf und Aderkropfoperation. In: Medicinisch-encykloädisches Wörterbuch. Herausgegeben von Professoren der medicinischen Fakultät zu Berlin, 1832.
- Freimütige Beleuchtung des Benehmens der Berliner verordneten Contagionisten in Bezug auf die Cholera, vor und nach erfolgtem Ausbruche der Epidemie in Preußen. Schnuphase’sche Buchhandlung, Altenburg 1832.[10]
- Die Verschwärung des Nagelbettes in geschichtlicher und practischer Beziehung. In: Journal der Chirurgie und Augenheilkunde. 22. Ausgabe, 1834.
- Medicinische Denkwürdigkeiten aus der Vergangenheit und Gegenwart für praktische Ärzte in monatlichen Lieferungen. Band I Stück III im Verlag von August Hirschwald, 1834.